# M.A.S.H. – Co bylo potom
M.A.S.H. – Co bylo potom (v anglickém originále AfterMASH) je americký seriál z let 1983 až 1985, který se vysílal po skončení předchozího seriálu M*A*S*H. Ze začátku byl seriál velice oblíbený, ale s pozdějšími epizodami začala ubývat sledovanost a seriál byl zrušen.

## Děj
Korejská válka skončila. Osudy plukovníka Shermana Pottera, seržanta Maxe Klingera a otce Francise Mulcahyho se opět propojují. Všichni se setkávají ve Veteránské nemocnici v Missouri, kde zažívají další veselé i smutné příhody, které řeší s nadsázkou i humorem.

## Obsazení
- Harry Morgan – Sherman T. Potter
- Jamie Farr – Maxwell Q. Klinger
- William Christopher – otec John Francis Patrick Mulcahy
- Rosalind Chaová – Soon-lee Klinger
- Barbara Townsend – paní Potterová (1. série)
- Gary Burghoff – Walter "Radar" O'Reilly (2 díly v 1. sérii)

## Vysílání
| Řada | Díly | Premiéra v USA | Premiéra v USA  | Premiéra v ČR      | Premiéra v ČR     |
| Řada | Díly | První díl      | Poslední díl    | První díl          | Poslední díl      |
| ---- | ---- | -------------- | --------------- | ------------------ | ----------------- |
| 1    | 22   | 26. září 1983  | 12. března 1984 | 14. listopadu 1996 | 23. prosince 1996 |
| 2    | 9    | 23. září 1984  | 31. května 1985 | 30. prosince 1996  | 15. ledna 1997    |